# Ablabesmyia amamisimplex
Ablabesmyia amamisimplex es una especie de insecto díptero. Fue descrita por primera vez en 1991 por Sasa. 
Pertenece al género Ablabesmyia, familia Chironomidae.

## Distribución
Se distribuye por Japón.